# 소포트 (플로브디프주)

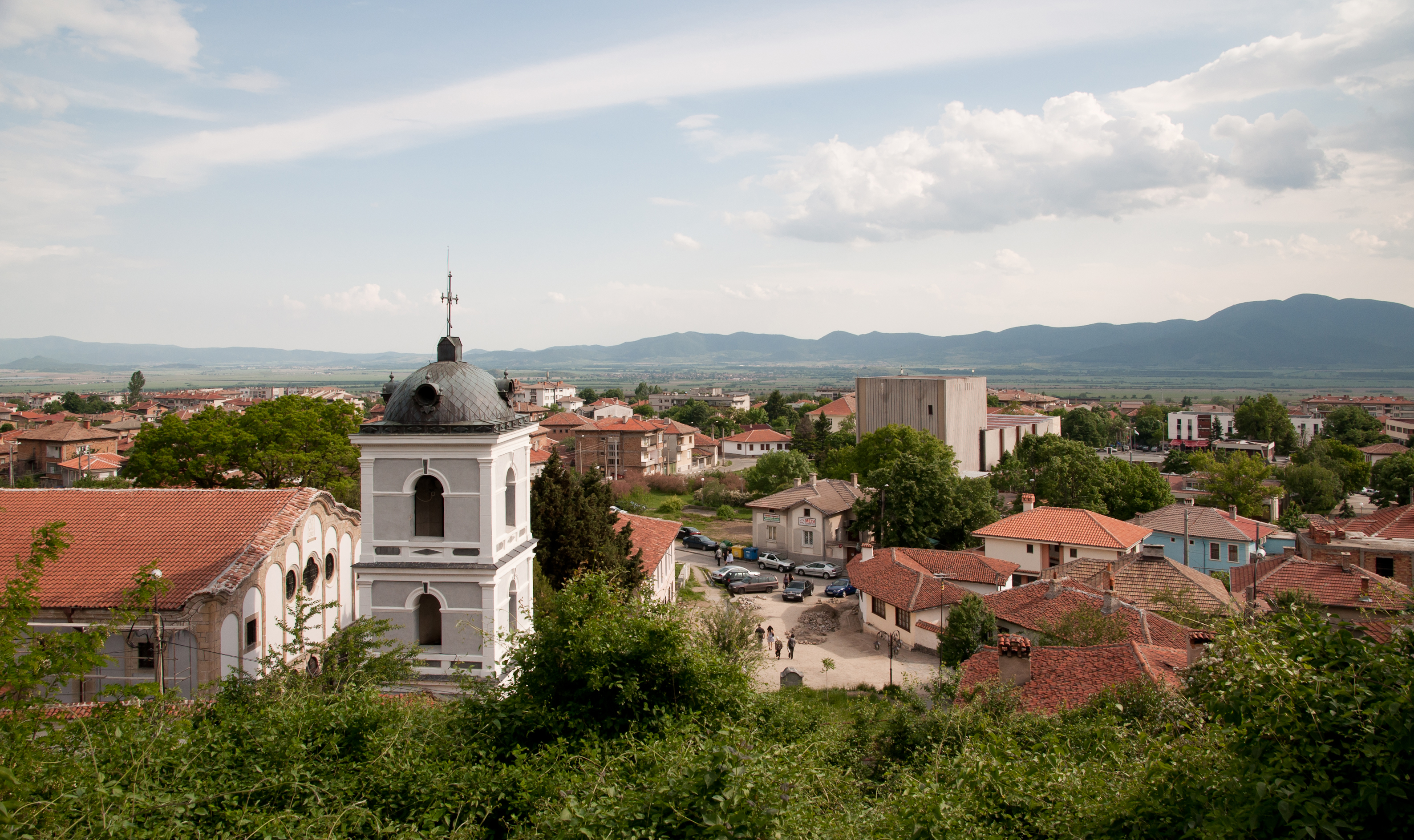
소포트

소포트(불가리아어: Сопот, Sopot)는 불가리아 플로브디프주의 도시로 높이는 417m, 인구는 8,754명(2011년 2월 1일 기준)이다.
발칸산맥 중부의 남쪽 기슭과 접한다. 카를로보에서 서쪽으로 2km, 소피아에서 동쪽으로 136km, 플로브디프에서 북쪽으로 61km, 트로얀에서 남쪽으로 61km 정도 떨어진 곳에 위치한다.